# Sambourg
Sambourg ist eine französische Gemeinde mit 65 Einwohnern (Stand 1. Januar 2022) im Département Yonne in der Region Bourgogne-Franche-Comté (vor 2016 Bourgogne); sie gehört zum Arrondissement Avallon und zum Kanton Tonnerrois (bis 2015 Ancy-le-Franc).

## Geographie
Sambourg liegt etwa 40 Kilometer ostsüdöstlich von Auxerre. Umgeben wird Sambourg von den Nachbargemeinden Tonnerre im Norden, Vireaux im Osten und Nordosten, Moulins-en-Tonnerrois im Süden, Noyers im Süden und Südwesten, Fresnes im Westen sowie Yrouerre im Nordwesten.

## Bevölkerungsentwicklung
| Jahr                      | 1962 | 1968 | 1975 | 1982 | 1990 | 1999 | 2006 | 2013 |
| Einwohner                 | 86   | 74   | 103  | 97   | 89   | 89   | 94   | 83   |
| Quelle: Cassini und INSEE |      |      |      |      |      |      |      |      |

## Sehenswürdigkeiten
- Kirche Saint-Pierre-aux-Liens